# 続訓弘
続 訓弘（つづき くにひろ、旧字体：續 訓弘、1930年〈昭和5年〉9月14日 - ）は、日本の政治家。東京都副知事、参議院議員（2期）、総務庁長官（第23・24・25代）を歴任した。

## 経歴
熊本県生まれ。中央大学法学部卒業、専修大学大学院修了。1953年8月、東京都庁に入庁した。東京都財務局主計部長、財務局長などの役職を歴任し、1983年5月に東京都知事鈴木俊一の下で東京都副知事に就任。1991年に副知事を退任した。
1992年、第16回参議院議員通常選挙に公明党公認で比例区から立候補し、初当選を果たした。1994年、新進党結党を控え、公明党が公明新党、公明に分裂した際は公明新党に参加し、その後新進党に参加した。新進党解党とともに黎明クラブを経て、公明に合流する。
1998年1月、公明代表浜四津敏子の下、政策審議会長に就任。第18回参議院議員通常選挙には公明公認で比例区から立候補し、再選を果たす。同年11月、新党平和、黎明クラブ、公明が合流し公明党が再結成され、公明党代表神崎武法の下で中央幹事、両院議員副会長を歴任。
1999年10月、小渕再改造内閣で総務庁長官及び行政改革担当大臣に就任し、初入閣を果たした。2000年、内閣総理大臣小渕恵三が脳梗塞で危篤に陥り、小渕内閣は総辞職する。続く第1次森内閣でも総務庁長官に再任され、12月の内閣改造で退任する。その後、公明党副代表に就任。2001年7月、党常任顧問に昇格した。
2004年の第20回参議院議員通常選挙には立候補せず、政界から引退。

## 人物
- 東京都副知事の任期は、慣例では知事選のたびに交代するため4年であるが、続は東京都知事鈴木俊一の下、8年間にわたり副知事を務めた。
- 公明党所属の国会議員の中では数少ない非創価学会員であった（非創価学会員ながら公明党に所属した国会議員は他に草川昭三、池坊保子らがいる）。